# Petlovac
Petlovac est un village et une municipalité située en Baranja, dans le comitat d'Osijek-Baranja, en Croatie. Au recensement de 2001, la municipalité comptait 2 743 habitants, dont 71,35 % de Croates, 14,40 % de Hongrois et 5,25 % de Serbes ; le village seul comptait 801 habitants.

## Localités
La municipalité de Petlovac compte 9 localités :
- Baranjsko Petrovo Selo
- Luč
- Novi Bezdan
- Novo Nevesinje
- Petlovac
- Sudaraž
- Širine
- Torjanci
- Zeleno Polje